# Саймън Гоч
Джон Смит (роден на 18 октомври 1982 г.) е американски професионален кечист.
Подписва с WWE, където участва под името Саймън Гоч.

## Шампионски титли и отличия
- Pro Wrestling Illustrated
  - PWI го класира като № 215 в PWI 500 през 2014 г.
- World League Wrestling
  - Отборен шампион на WLW (1 път) – с Елвис Алага
- WWE NXT
  - Отборен шампион на NXT (1 път) – с Ейдън Инглиш